# La Venta, Guerrero
La Venta är en ort i Mexiko.   Den ligger i kommunen General Heliodoro Castillo och delstaten Guerrero, i den södra delen av landet, 200 km söder om huvudstaden Mexico City. La Venta ligger 1 416 meter över havet och antalet invånare är 507.
Terrängen runt La Venta är kuperad norrut, men söderut är den bergig. Runt La Venta är det ganska glesbefolkat, med 21 invånare per kvadratkilometer. Närmaste större samhälle är Tlacotepec, 8,0 km väster om La Venta. I omgivningarna runt La Venta växer huvudsakligen savannskog.